# 伊達市立伊達中学校 (福島県)
伊達市立伊達中学校（だてしりつ だてちゅうがっこう）は、福島県伊達市箱崎にある公立中学校。

## 沿革
- 2006年（平成18年）1月1日 - 旧伊達五町合併により伊達市立伊達中学校となる。
- 2012年（平成24年）4月6日 - 全校集会で原則水曜日を、生徒会活動の日とし、部活動は水曜日活動禁止と発表。

## 学校行事
- 4月 - 入学式
- 10月 - 桃花祭、芋煮会（体育大会）

## 通学区域
- 伊達市伊達地域（伊達市立伊達小学校、伊達市立伊達東小学校の通学区域）を通学区域とする。